# 71. nordlige breddekreds
Den 71. nordlige breddekreds (eller 71 grader nordlig bredde) er en breddekreds, der ligger 71 grader nord for ækvator. Den løber gennem Atlanterhavet, Europa, Asien og Nordamerika, og nogle af Ishavets bihave.